# Перетти, Марция
Марция Перетти (итал. Maria Marzia Peretti, род. 19 июня 1965 года, Турин, область Пьемонт, Италия) — итальянская конькобежка и шорт-трекистка. Она участвовала в Зимних Олимпийских играх 1980 и 1984 годов в конькобежном спорте, чемпионка мира 1980 года по шорт-треку в эстафете.

## Спортивная карьера
Марция Перетти, как и её два брата Роберто Перетти и Энрико Перетти, с раннего детства занималась конькобежным спортом под руководством их отца Виктора Перетти. В 15 неполных лет Марция попала на Олимпийские игры в Лейк-Плэсиде, где заняла 36 место на дистанции 1000 метров, на 500 метров упала и сошла с дистанции. В марте того года на чемпионате мира в Милане по шорт-треку она выиграла золото в эстафете у самых сильных сборных на тот момент Японии и США, и заняла 5-е место в общем зачёте.
После того чемпионата она целиком ушла в спринтерский бег в конькобежном спорте. В 1982 году Марция принимала участие на чемпионате мира в Алкмаре, где заняла в многоборье 10-е место, а в 1983 году в Хельсинки стала 12-й. На Олимпийских играх в Сараево в 1984 году Марция вновь участвовала на дистанции 500 метров, где заняла 17-е место  и на 1000 метров - 33-е место. После игр она завершила карьеру конькобежца и занялась велоспортом.